# Los Fronterizos
Los Fronterizos était un groupe de musique folklorique argentin actif principalement dans les années 1960 et 1970. Originaires de Salta, le groupe est connu pour son interprétation des traditions musicales du nord de l'Argentine, en mettant en avant des instruments folkloriques tels que la guitare et le charango. Leur musique a contribué à la popularisation du folklore argentin en Argentine et dans d'autres pays d'Amérique latine.

## Histoire

### Formation
Formé en 1953, Los Fronterizos est l'un des groupes folkloriques argentins les plus célèbres. Ils comptabilisent plus de 30 albums en 50 ans de carrière. Leur répertoire est composé de chansons folkloriques argentines, dont les rythmes sont dérivés du flamenco, avec des composantes indigènes. Dans la plupart des chansons, le groupe utilise des guitares acoustiques, des bombos legüeros (tambours indigènes), des charangos et des quenas (petit luth et flûte indigènes). Le succès des Fronterizos est dû à leurs compositions écrites par les plus grands auteurs sud-américains et à la combinaison des voix des chanteurs (un alto, deux ténors, et une basse).

### Carrière
La première formation était un trio, dont les membres étaient Gerardo López ― bientôt appelé La voix de Los Fronterizos ―, Carlos Barbarán et Emilio Solá. En 1954, Solá quitte le groupe pour être remplacé par Cacho Valdez. Puis Valdez quitte le groupe à son tour et est remplacé par Eduardo Madeo. Au même moment, le guitariste Juan Carlos Moreno intègre également le groupe, qui enregistre alors ses premiers succès. En 1956, Carlos Barbarán quitte le groupe tandis qu'arrive le chanteur, compositeur et arrangeur César Isella. Les voix des chanteurs et les arrangements musicaux originaux sont très admirés et assurent le succès des premiers disques du groupe. Après quelques années à Salta, Isella, López, Madeo et Moreno se rendent à Buenos Aires pour participer à des programmes de radio. En 1964, ils connaissent une consécration internationale avec l'enregistrement de la Misa Criolla d'Ariel Ramírez. Grâce à ce grand succès, ils se produisent dans les plus grandes salles de spectacle du monde. Le groupe devient alors internationalement connu et intègre de nouveaux musiciens, tels que le chanteur et compositeur Eduardo Falú, le pianiste et compositeur Ariel Ramírez et le percussionniste Domingo Cura.
À cette époque, le mouvement de la Nueva Canción naît dans la musique populaire argentine, avec une forte orientation politique. Le groupe connaît alors des dissensions en raison des différences d'opinions politiques entre les membres. Cet état de choses pousse César Isella à quitter le groupe en 1966 pour démarrer une carrière de soliste. Il est remplacé par Eduardo Yayo Quesada (1941-2012). Toutefois, le groupe continue de donner de nombreux spectacles en Amérique latine et en Europe. Ils présentent en particulier la Misa Criolla à New York, de Manhattan à la statue de la Liberté. En 1977, Juan Carlos Moreno attaque Gerardo López pour la possession de la marque Los Fronterizos et gagne le procès. Gerardo López, Eduardo Madeo et Yayo Quesada se retirent alors du groupe, et Moreno recrute le duo Abramonte (Juan Cruz et Segundo Rodas) ainsi que Miguel Quintana.
En 1985, Juan Carlos Moreno, Segundo Rodas et Miguel Quintana abandonnent le groupe après avoir obtenu le prix Konex - Diploma al Mérito, les désignant comme l'un des cinq meilleurs groupes de folklore de la décennie. Cinq ans plus tard, en décembre 1990, Juan Cruz relance le groupe avec Pepe Berrios, Roberto Medina et David Apud. En 1992, ils enregistrent l'album Lo mejor por los mejores, sur lequel on trouve leurs anciens succès. En 1993, Pepe Berrios meurt et est remplacé par Miguel Mora. En 1994, le disque Romance de luna y flor est édité. Cette même année voit le décès de Roberto Medina, qui est remplacé par Nacho Paz. Le groupe enregistre alors les trois disques Pinturas de mi tierra (1996), Por tanto amor (1997) et 50 años: un canto a la vida (2004). En décembre 1999, le groupe original de Los Fronterizos se réunit à nouveau : César Isella, Yayo Quesada, Juan Carlos Moreno, Eduardo Madeo et Gerardo López réalisent un concert au stade Chateau Carreras, dans la ville de Córdoba, pour interpréter la Misa Criolla avec le pianiste Ariel Ramírez. Le concert attire plus de 35 000 spectateurs.
En 2002, Eduardo Madeo, Gerardo López et Yayo Quesada enregistrent un disque nommé Nuevamente juntos (À nouveau réunis), sur lequel ils reprennent d'anciens succès. En 2009, Nacho Paz quitte le groupe et est remplacé par Sergio Isella (neveu de César Isella). En 2011, Sergio Isella quitte le groupe à son tour. Il est remplacé par José Muñoz (du groupe Los Altamiranos).

## Discographie
1. Canciones De Cerro Y Luna (1956)
2. Canciones De Cerro Y Luna II (1957)
3. Canciones De Cerro Y Luna III/Los Buenos Tiempos (1958/'60)
4. En Alta Fidelidad (1959)
5. Los Grandes Exitos De... (1960)
6. Los Fronterizos (1961)
7. El Hechizo De... (1962)
8. Personalidad En Folklore/Coronación del Folklore (1963)
9. Voces Mágicas (1963)
10. Misa Criolla/Navidad Nuestra (1964)
11. Color En Folklore (1965)
12. En Escena (1966)
13. Mundialmente
14. Coronación Del Folklore 2 (1967)
15. Simplemente (1968)
16. Fronterizos De Hoy (1969)
17. Vía Satélite (1970)
18. Sangre Fronteriza (1971)
19. Desde El Corazón Del Pueblo (1972)
20. Cantando (1973)
21. Los 20 Años De... (1974)
22. Hoy!! (1975)
23. La Peregrinación (1976)
24. Misa Criolla (1977)
25. Mañanitas Salteñas (1978)
26. 40 Años (1979)
27. Gratos Recuerdos (1980)
28. Zambas Para Mí Patria (1985)
29. 50 Años: Un Canto A La Vida (1996)
30. 20 Grandes Exitos (1997)
31. La Pomeña (1998)
32. Inimitables (1999)
33. Serie De Oro: Grandes Exitos (1999)
34. Tonada Del Viejo Amor: 40 Obras Fundamentales (2000)
35. Serie Argentina Nuestra Tierra (2001)
36. Los Reyes Magos (2001)
37. Sus Primeros Exitos: Color Amarillo (2001)
38. Sus Primeros Exitos: Color Anaranjado (2001)
39. Sus Primeros Exitos: Color Marrón (2001)
40. Colección: Folklore Del Sur (2002)
41. La Historia (2002)
42. De Colección (2004)
43. 2 En 1: Pinturas De Mi Tierra/Por Tanto Amor (2006)
44. La Historia Del Folklore (2006)
45. De Salta Venimos